# Jake Plummer
Jason Steven „Jake“ Plummer (* 19. Dezember 1974 in Boise, Idaho), Nickname: „The Snake“, ist ein ehemaliger US-amerikanischer Footballspieler. Er spielte auf der Position des Quarterbacks in der National Football League (NFL).

## Laufbahn

### College
Plummer nach seinem High-School-Abschluss 1993 ein Stipendium an der Arizona State University. Bis 1996 spielte er als Quarterback bei den Arizona State Sun Devils. Mit Plummer als Quarterback wurde 1996 die Pac Ten Conference, die Collegeliga, in welcher die Sun Devils beheimatet waren, gewonnen, was die Qualifikation für den Rose Bowl bedeutete. Dieser ging allerdings mit 20:17 gegen die Ohio State University verloren. Plummer erzielte in diesem Spiel zwei Touchdowns, einen durch einen Pass, den zweiten Touchdown konnte er selbst erlaufen.

### Profikarriere
1997 wurde Plummer durch die Arizona Cardinals in der zweiten Runde an 42. Stelle der NFL Draft 1997 verpflichtet. Seine Karriere in Arizona war von vielen Höhen und Tiefen gekennzeichnet. Zwar konnte er bereits mit seinem 47. Spiel als Starting-Quarterback mehr als 10.000 Yards Raumgewinn durch Passspielzüge erreichen, die Cardinals entwickelten sich jedoch nie zu einem Spitzenteam und konnten lediglich 1998 in die Play-offs einziehen, scheiterten aber an den Minnesota Vikings mit 41:21. Vor der Saison 2002 setzte er sich gegen Rookie Josh McCown durch und blieb Starting Quarterback der Cardinals. Lediglich in dieser Saison konnte Plummer mehr Touchdowns als Interceptions erzielen. Trotzdem behielt er seinen Ruf ein Quarterback mit Zukunftsperspektive zu sein bei. 2003 waren die Denver Broncos auf der Suche nach einem neuen Starting-Quarterback, nachdem ihr Spielmacher Brian Griese in der Vorsaison nicht überzeugen konnte. Nach der Verpflichtung bei den Broncos konnte er sein bisher mäßiges Quarterback-Rating auf 91,2 steigern. Bis 2005 gelangen ihm in drei Spielzeiten regelmäßig mehr Touchdowns als Interceptions. In allen drei Jahren zogen die Broncos in die Play-offs ein. 2005 scheiterten sie erst am späteren Super Bowl Gewinner Pittsburgh Steelers im AFC Championship Game mit 34:17. Nachdem Plummer während der Saison 2006 deutlich schwächere Leistungen gezeigt hatte, wurde er von seinem Cheftrainer Mike Shanahan durch Jay Cutler ersetzt. Nach der Saison 2006 wurde Plummer dann auch zu den Tampa Bay Buccaneers im Tausch gegen Draftrechte abgegeben. Die Buccaneers hatten zu diesem Zeitpunkt bereits drei Quarterbacks unter Vertrag, unter anderem Jeff Garcia, trotz einer Gehaltsaberkennung weigerte sich Plummer jedoch seinen Arbeitsplatz anzutreten. Plummer erklärte seinen Ruhestand. Mittlerweile hat er in Verhandlungen mit seinem Arbeitgeber erreicht, dass dieser gegen Rückzahlung von 3,5 Millionen US-Dollar Gehalt eine Vertragsauflösung akzeptiert.

## Ehrungen
Plummer spielte zweimal im Pro Bowl, dem Abschlussspiel der besten Spieler einer Saison. Er wurde mehrfach als Collegespieler ausgezeichnet und ist Mitglied der Hall of Fame seiner Universität. In den Jahren 1999 und 2000 gewann er die Quarterback Challenge.

## Sonstiges
Plummer ist verheiratet und lebt in seiner Geburtsstadt. In seiner Freizeit spielt er American Handball. Plummer war ein enger Freund von Pat Tillman.